# 来世であいましょう
『来世であいましょう』（らいせであいましょう）は、小路啓之による日本の漫画作品。『コミックバーズ』（幻冬舎コミックス）にて2009年5月号から2011年6月号まで連載された。

## あらすじ
すぐにキレずに、長い時間を置いてから唐突にキレる少年・近松ナウ。彼のクラスに転校してきた美少女・白良浜かぴあは、ナウに近付き、思わせぶりな態度を取る。実は、かぴあは人の来世の姿を見ることの出来る少女で、ナウの来世体・メルシャンに恋していた。かぴあの目的は、ナウを自分に恋させ、その後失恋させて自殺に追い込み、メルシャンと現世で出会うことだったのだ。しかし、偏屈で人間不信なナウが相手なため、かぴあの目論見は思うようには進まなかった。

## 登場人物

### 主人公
近松 ナウ（ちかまつ ナウ）
本作の主人公のネガティブな少年。自分に自信が無く、非常に引っ込み思案な上に人間不信で、クラスでも浮いている。普段は伸ばした前髪で片目を隠している。父親はラブホテルを経営しており、ホテルの一室を自分の部屋として使っている。何か嫌なことがあってもその場で怒りを爆発させることが出来ず、後になって怒りの妄想が限界に達した時にキレる「時間差攻撃型妄想行動」が多い。嘘を徹底的に嫌った母親の影響で、嘘をつこうとすると左側頭部がうずく。幼い頃に1度だけついた嘘が原因で、両親の仲を破局に追い込んでしまった過去を持つ。
メルシャン
ナウの来世体。長髪の美青年の姿をしており、手のひらにマークがある。かぴあから運命の王子様と思われており、「転生して出会うため」と称してかぴあを唆し、ナウに近付けさせる。しかし、かぴあに対して隠しごとをしている様子。

### 主人公を取り巻く女性たち
白良浜 かぴあ（しららはま かぴあ）
ナウの学校に転校してきた美少女。転校して来てすぐにナウに近付く。左目には特殊な能力が宿っており、他人の来世の姿を見ることが出来る。ただし、来世体を見ることができるのは、対象となる人物が意識を失っている間だけ。見えている間はその来世体と会話を交わすことも可能。夜にはその能力を生かして占いをしている。家出中の身で、普段はネットカフェ暮らし。かぴあの母親は夫の不倫を知って毒殺を図り、服役中。
ある時、夢で出会ったメルシャンに恋している。現世でメルシャンと会うために、現世体であるナウを自殺させることを目的に、ナウに近付いた。
牧野 キノ（まきの キノ）
ナウの幼馴染。見た目は美少女の容姿をしている美少年。普段の服装はユニセックスファッションが基本で、学校では上だけセーラー服で下はズボンを着用している。
格闘技を習得しており、町で自警団をやっている。ナウと最初に会ったのは格闘大会の試合場で、決勝戦で対戦した際に「可愛い」と言われたことがきっかけでナウを好きになる。自分が男であるため、ナウとは結ばれないと諦めており、それでもナウを普通程度の女に渡すのが嫌だと考えていたところに、標準以上の美少女であるかぴあがナウに近づいてきたため、2人の仲を応援しようとしている。しかし、本音ではナウへの想いを断ち切れてはいない。
池袋 エチカ（いけぶくろ エチカ）
自分が二重人格ではないかと疑ったナウが、心療内科で診察してもらった際に出会った少女。治療のため、ナウのパートナーとなる。自分に自信が無い故にいつもオドオドしている。自分の来世体（ポワチン大魔王）が意識を失っている間に彼女の体を使って暴れ回っているため、自分が必要とされていない単二人間だと思っている。また自分が嫌いで、そんな自分を好きになってくれる人を好きになれない。しかし、ナウと一緒にいかがわしいビデオを観ていた際に、今までに無い楽しさを感じ、それをきっかけにナウのことが気になっている模様。
ポワチン大魔王（ポワチンだいまおう）
エチカの来世体。赤ん坊の姿をしている。粗暴な性格で、「早く生まれ変わって色々な感覚を味わってみたい」と願っており、そのために現世体であるエチカを死なせようとし、夜な夜なエチカの耳元に「死ね死ね」と囁いたり、体を操って人の恨みを買う行動を取ったりしていた。かぴあに惚れている。

### その他
音霧 キリヤ（おとぎり キリヤ）
旅芸一座「うちごろし」の座長。美貌の青年で、極度の女たらし。使い古された様々なシチュエーションで女性に近付いて恋に落とし、その女性の爪を切ってその時のシチュエーションを書くことが趣味。後に腹上死する。来世体はネズミで、ネズミとなった後も前世の記憶は維持しており、来世体であるポワチン大魔王との会話が可能。
音霧 キリコ（おとぎり キリコ）
キリヤの妹。心療内科の医師だが、普段は看護婦の格好をしている。今までに付き合ってきた男達のボタンをコレクションしている。
犬松（いぬまつ）
ナウのクラスメイト。自分を犬人間だと思っており、普段から「犬」と書かれた袋をかぶって、それを取ろうとしない。既に7回転生しており、来世体は無い。クラスメイトの空美に告白された後、「犬」から横棒と点を取った「人」と書かれた袋をかぶるようになる。
空美（そらみ）
ナウのクラスメイト。美術部部長。空中に自分にしか見えない絵を描いている。来世体は羊。
ナウの母
生まれた日は4月1日のエイプリルフールなため、本当に誕生日だと信じてもらえず、まともに祝ってもらったことがない。そのため、嘘を徹底的に嫌っている。「父さんが浮気している」というナウのついた嘘を聞いた後、探偵に素行調査を依頼。夫が浮気していた事実を知り、家を出て行く。
ナウの父
会話をする時は、述語を前に、主語を後ろにして喋る癖がある。ラブホテルを経営しており、受付業務も自分でしている。16歳の女子高生と浮気をしていたが、ナウの嘘によってそれを妻に知られてしまう。

## 用語
来世体
人間が死んだ後、生まれ変わったモノの姿。来世体は人間とは限らない。
転生は7回までで、それ以上は生まれ変われない。既に7回転生している場合、かぴあの左目には「紅」と書かれた打ち止めの赤玉が浮かんでいるのが見える。
ほとんどの来世体は、前世体が意識を失っている時に寝返りをさせる程度のことしか出来ないが、メルシャンのように自在に体を操ることの出来る者もいる。来世体が現世体を操って自殺を試みても、決して死ぬことは無い。現世体を操ることは出来ても、痛覚や味覚などは一切感じられず、視覚はあるが色覚は無い。
来世体の姿は、その来世体が死んだ時の姿となる。

## 書誌情報
- 小路啓之 『来世であいましょう』 幻冬舎コミックス〈バーズコミックス〉、全4巻
  1. 2009年10月24日発売 ISBN 978-4-344-81773-9
  2. 2010年5月24日発売 ISBN 978-4-344-81952-8
  3. 2011年2月24日発売 ISBN 978-4-344-82145-3
  4. 2012年11月24日発売 ISBN 978-4-344-82676-2